# Układ krwionośny zamknięty
Układ krwionośny zamknięty, układ krążenia zamknięty – krwionośny układ krążenia w którym krew przemieszcza się tylko w specjalnych naczyniach (tętnicach, żyłach i naczyniach włosowatych). Występuje u wstężnic, większości pierścienic, głowonogów, bezczaszkowców i kręgowców.

## Wstężnice

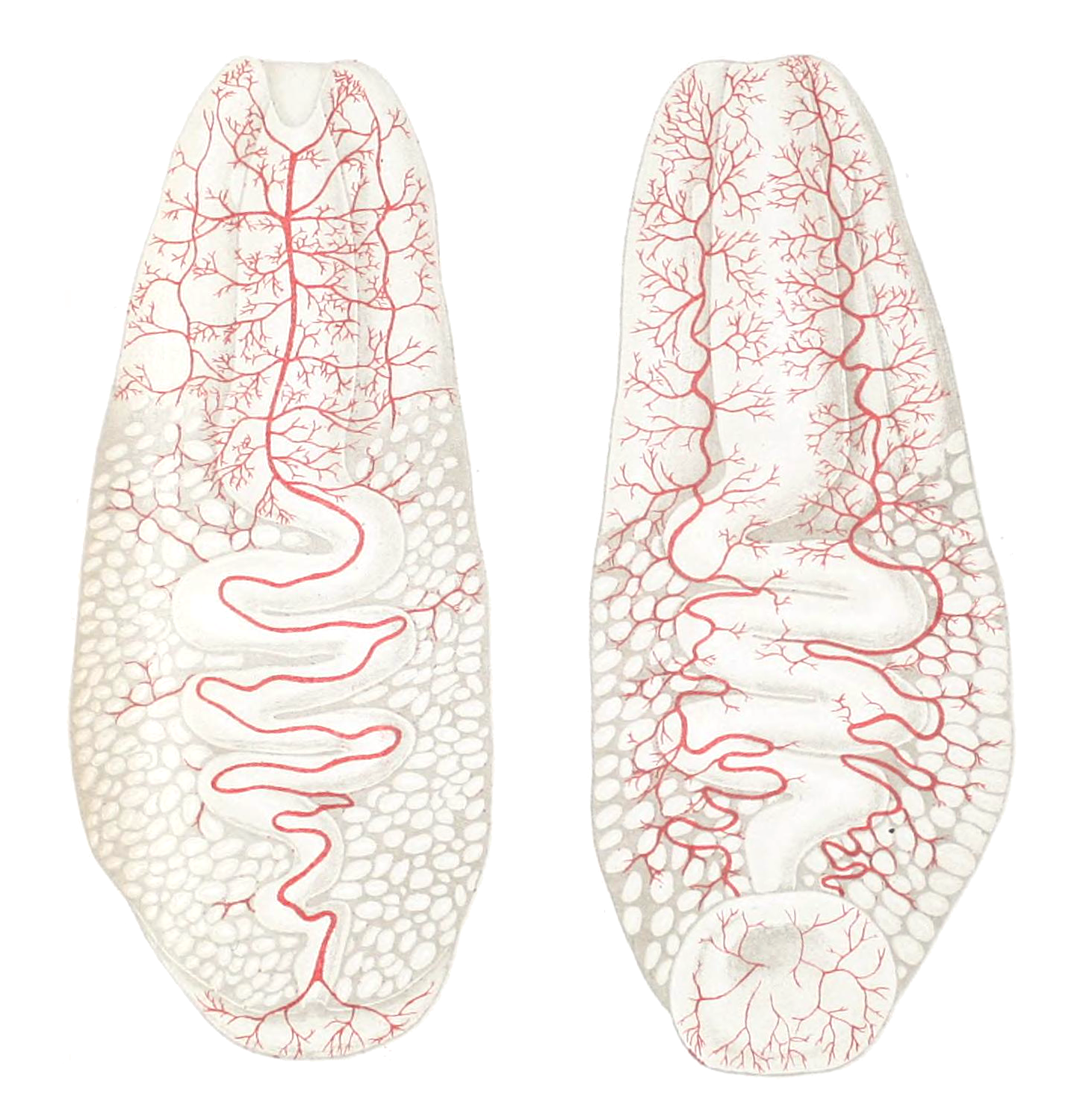
Układ krążenia wstężnicy z rodzaju Malacobdella

U wstężnic zamknięty układ krążenia rozwija się w procesie schizocelii. Jego naczynia główne mają ściany ze śródbłonka, tkanki łącznej i mięśniowej. W najprostszej postaci występuje u Palaeonemertini, składając się z pary naczyń po bokach jelita, na przedzie i w tyle połączonych zatokami: przednią i tylną. Pewne Palaeonemertini mieć mogą jeszcze dodatkowe naczynia, np. w rynchocelu. Pozostałe wstężnice mają jeszcze jedno, grzbietowe, naczynie główne, połączone z tymi bocznymi naczyniami poprzecznymi i otwierające się do zatoki tylnej. Ponadto występuje zwykle złożony układ naczyń pomniejszych, zwieńczonych siecią naczyń włosowatych.

## Pierścienice

Segment zasiodełkowy typowego skąposzczeta.

W podstawowym planie budowy ciała układ krążenia pierścienic składa się z kurczliwego, położonego w krezce grzbietowej naczynia grzbietowego, położonego w krezce brzusznej naczynia brzusznego oraz łączących je obręczowatych naczyń poprzecznych, leżących na septach lub wewnątrz nich. Od naczynia brzusznego odchodzą mniejsze naczynia rozprowadzające krew do różnych narządów i tam rozgałęziające się w naczynia włosowate. Krew w naczyniu grzbietowym pompowana jest z tyłu do przodu.
Układ ten może przejawiać rozmaite dalsze modyfikacje. U wieloszczetów naczynie brzuszne może być parzyste (Opheliidae), a naczynie grzbietowe nawet potrójne (Amphinomiidae); może też dojść do zaniku naczyń włosowatych (Phyllodocidae). Przednia część układu ulega wyspecjalizowaniu u form o rozległych skrzelach (Sabellida, Terebellida). Najbardziej zaawansowany układ krwionośny mają skąposzczety, zwłaszcza lądowe. Naczynie grzbietowe rozrośnięte jest u nich do formy serca, obok naczynia brzusznego występuje jeszcze podłużne naczynie subneuralne, a często i na innych naczyniach pojawiają odcinki pompujące zwane sercami dodatkowymi lub bocznymi. U pijawek funkcję naczyń krwionośnych przejmuje częściowo lub całkowicie sieć kanałów i zatok celomatycznych.

## Głowonogi
Układ krwionośny głowonogów wykazuje wysoki stopień zaawansowania. Jego elementy wspólne wszystkim głowonogom to: serce, tętnica głowowa, tętnica genitalna, żyły głowowe, żyły skrzelowe, żyły ramieniowe i liczne mniejsze naczynia. U łodzików występuje tętnica płaszczowa, natomiast u płaszczoobrosłych tętnica brzuszna. Łodziki i dziesięciornice mają także tętnicę nerkową, której brak u ośmiornic. U wszystkich płaszczoobrosłych występuje para serc skrzelowych.
Występuje duży i mały obieg krwi. Serce składa się z nasierdzia, śródsierdzia i wsierdzia. Ma jedną komorę, 2 lub 4 przedsionki i system zastawek. Natlenianie krwi następuje w skrzelach. Stamtąd trafia do przedsionków, a następnie do komory serca, skąd rozprowadzana jest tętnicami po narządach ciała. U płaszczoobrosłych krew odtlenowaną zbierają serca skrzelowe, które wtłaczają ją do skrzeli.

## Strunowce
Spośród strunowców zamknięty układ krążenia mają bezczaszkowce i kręgowce. Wyróżnia się w nim naczynia łuków skrzelowych, naczynia osiowe, naczynia segmentalne i naczynia włosowate.

### Bezczaszkowce

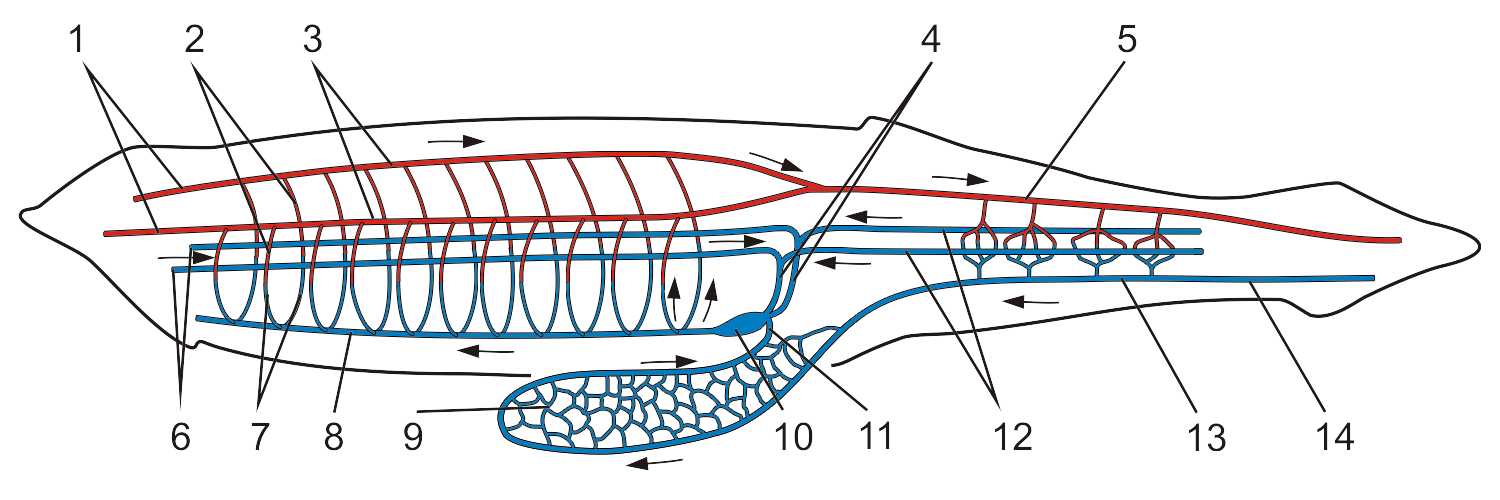
Układ krążenia lancetnika. 1: tętnice szyjne, 2: tętnica skrzelowa odprowadzająca, 3: korzeń aorty, 4: przewód Cuviera, 5: aorta grzbietowa, 6: żyły główne przednie, 7: tętnica skrzelowa doprowadzająca, 8: aorta brzuszna, 9: żyła wrotna wątrobowa, 10: zatoka żylna, 11: żyła wątrobowa, 12: żyły główne tylne, 13: żyła podjelitowa, 14: żyła ogonowa.

U bezczaszkowców plan budowy układu krążenia podobny jest do tego u prymitywniejszych ryb, ale brak jest serca. Służącymi wprawianiu krwi w obieg naczyniami kurczliwymi są: tętnica podendostylarna (homolog brzusznej tętnicy wstępującej), nasadowe odcinki tętnic skrzelowych, żyła podjelitowa, żyła wątrobowa oraz zatoka żylna. W skurczach tych naczyń brak koordynacji. Tętnica podendostylarna, zwana też aortą brzuszną, pompuje krew w przód oraz przez odgałęzienia (tętnice skrzelowe doprowadzające) do ścian szpar skrzelowych. Stamtąd tętnicami skrzelowymi odprowadzającymi krew dostaje się do parzystych tętnic szyjnych, łączących się dalej w biegnącą aż do końca ogona aortę grzbietową. Z tętnic tych wychodzą liczne gałązki zaopatrujące w krew różne narządy. Krew zbierana jest z nich 5 żyłami głównymi: 2 przednimi, 2 tylnymi i 1 ogonową. Ta ostatnia rozgałęzia się na jelicie, skąd krew zabiera potem żyła wrotna – ta z kolei rozgałęzia się na worku wątrobowym, z którego krew zabiera żyła wątrobowa. Większa część wymiany gazowej następuje w skórze niż w szparach skrzelowych, stąd nie ma w tym układzie wyraźnego podziału na krew natlenowaną i odtlenowaną.

### Kręgowce

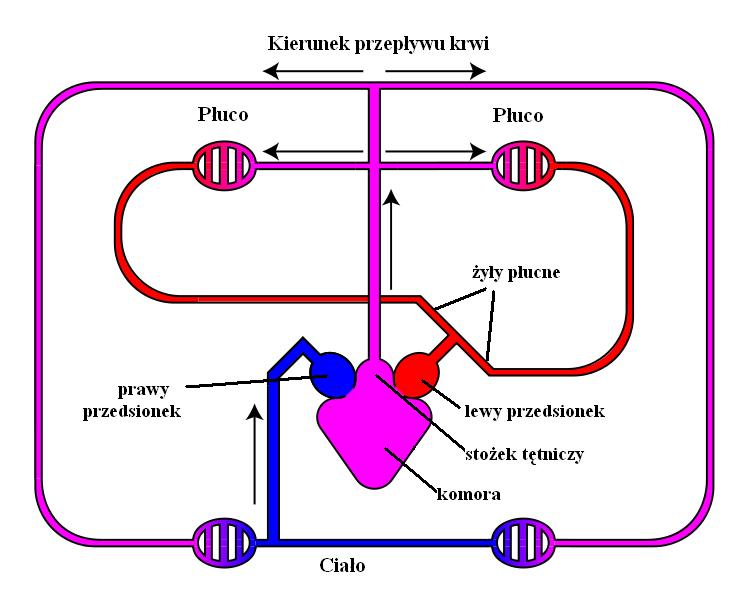
Schemat układu krążenia płazów

Układ krążenia u człowieka.

U kręgowców pojawia się umieszczone w osierdziu serce, podobnie jak u głowonogów złożone z warstw nasierdzia, śródsierdzia i wsierdzia. Zbudowane jest z tkanki mięśniowej poprzecznie prążkowanej typu sercowego i wykazuje różny stopień organizacji u różnych grup. W linii ewolucyjnej czworonogów stopniowo dochodzi do różnicowania się małego (płucnego) i wielkiego obiegu krwi. Tak jak bezczaszkowce kręgowce mają żyłę wrotną wątrobową i żyłę wątrobową, dzięki czemu występuje krążenie wrotne wątrobowe. U licznych ryb, płazów, gadów i ptaków występuje także krążenie wrotne nerek. Brak go jest u ssaków, u których to krew odprowadzana jest z nerek wprost do żyły głównej tylnej.
U większości ryb i płazów wymiana gazowa częściowo odbywa się przez skórę, w związku z czym nie ma całkowitego rozdzielenia krwi tętniczej i żylnej. U rybich zarodków zachowany jest drabinkowy układ naczyń łuków skrzelowych nawiązujący do bezczaszkowców, ale już u ryb dorosłych dwa przednie szczeble ulegają modyfikacji. Narządem kurczliwym ryb jest już serce, o wyraźnym podziale na cztery pęcherzyki: zatokę żylną, przedsionek, komorę i stożek tętniczy, przy czym ten ostatni u kostnoszkieletowych zastąpiony jest opuszką tętniczą. Tylko u śluzic występuje dodatkowe naczynie tętniące: serce wątrobowe. U przodków czworonogów, tj. ryb trzonopłetwych pojawia się dochodząca do zatoki żylnej żyła płucna. U ryb dwudysznych pojawia częściowa lub całościowa przegroda przedsionkowo-komorowa, odpowiednio częściowo lub całkowicie odseparowująca krew żylną od tętniczej.
U płazów następuje zanik naczyń dwóch pierwszych łuków skrzelowych oraz przerwanie ciągłości aort między naczyniami łuku trzeciego i czwartego. Powstają tak tętnice szyjne zewnętrzna i wewnętrzna. Naczynia szóstego łuku z kolei odłączają się od aorty tworząc tętnice płucne. W ten sposób pojawia się podział układu krążenia na dwie części: zaopatrującą głowę i szyję oraz zaopatrującą płuca i resztę ciała. Modyfikuje się również serce. U płazów ogoniastych mających płuca pojawia się przegroda mięśniowa dzieląca przedsionek serca, a także otwór przedsionkowo-komorowy. U płazów bezogonowych występuje zawsze zwarta przegroda; wyróżnia się w sercu dwa przedsionki i komorę, a krew odtleniona nie miesza się nigdy z natlenioną.
Gady jako oddychające wyłącznie płucami mają rozgraniczenie części żylnej i tętniczej jeszcze wyraźniejsze. Naczynia czwartego łuku skrzelowego przekształcone są w łuki aorty. W sercu oprócz dwóch przedsionków z dwoma odrębnymi zastawkami występuje częściowy, a u krokodyli całkowity podział komory. Ponadto stożek tętniczy zastąpiony został trzema rurowatymi tętnicami: z prawej komory wychodzą tętnica płucna i aorta lewa, a z lewej komory wychodzi aorta prawa.
Dalsze usprawnienia następują u ptaków i ssaków. Mają one serce złożone z dwóch przedsionków i dwóch komór, a zatoka żylna zwykle częściowo lub w całości tkwi w ścianie przedsionka. U ptaków i stekowców do przedsionka lewego uchodzi jedna żyła płucna, a u łożyskowców 2–4 żyły płucne.